# Brema (stato)

Logo

Brema (ufficialmente: Città libera anseatica di Brema; in bremense Free Hansestadt Bremen, in tedesco Freie Hansestadt Bremen) è uno dei sedici Stati federati (Bundesländer) della Germania, il più piccolo per superficie. Viene considerato una città-stato, anche se da un punto di vista amministrativo è composto da due comuni, le città di Brema e Bremerhaven. La popolazione complessiva è di 660 180 abitanti e la capitale è la città di Brema.

## Geografia fisica
Lo Stato di Brema si trova nella parte nord-occidentale della Germania nella parte interna dell'estuario del fiume Weser, i due comuni che lo costituiscono, Brema e Bremerhaven, non sono contigui. Li separano infatti 53 km di territorio dello Stato della Bassa Sassonia.
Entrambe le città si trovano sul fiume Weser. Bremerhaven, il cui nome significa Porto Bremense, è situata più a valle sulla foce del fiume ed è sede di un importante porto del Mare del Nord, il terzo più grande d'Europa.
Il territorio dello Stato è compreso nel Bassopiano Germanico ed è caratterizzato da terreno pianeggiante e dalla presenza di numerose aree umide sulle rive dei numerosi fiumi che lo attraversano. Gran parte delle aree umide sono zone protette.
Il punto più elevato del territorio (32,5 m s.l.m.) si trova all'interno del Friedehorstpark a Burglesumm un quartiere di Brema.

## Storia
Nel 1939 vennero aggregati alla città di Brema i comuni di Aumund, Blumenthal, Farge, Grohn, Hemelingen, Mahndorf e Lesum Schönbeck, fino ad allora appartenuti alla Prussia; contemporaneamente la città di Bremerhaven, allora appartenente al Land di Brema, venne annessa alla città prussiana di Wesermünde.
Dopo la seconda guerra mondiale Brema divenne il porto principale della forza d'occupazione statunitense, fino al dicembre 1946 e dal 1º aprile 1947 costituì un'enclave statunitense all'interno della zona d'occupazione britannica, solo la città di Brema rimase ininterrottamente sotto l'amministrazione USA.
Il 21 gennaio 1947 la città di Wesermünde venne (re-)integrata nel Land di Brema e ribattezzata con il nome di Bremerhaven.
Gli anni successivi al conflitto mondiale furono caratterizzati dalla ricerca di un riposizionamento economico che permette il mantenimento dell'autonomia come città stato (costituitosi poi il 12 ottobre 1947 con referendum confermativo) e il declino della cantieristica navale e la perdita di rilevanza del porto richiesero lo sviluppo di nuove attività economiche nel territorio.

## Politica
Lo Stato di Brema è suddiviso in due comuni: la Città-comune di Brema (Stadtgemeinde Bremen), e la Cittadina di Bremerhaven (Stadt Bremerhaven). Il titolo "Città libera anseatica di Brema" (in tedesco Freie Hansestadt Bremen) invece si riferisce solo all'insieme dei due comuni cioè allo Stato di Brema (art. 143 della Costituzione dello Stato di Brema). Sono comuni tra lo Stato e la città di Brema anche alcuni organi politici e amministrativi, mentre la città di Bremerhaven ha organi propri. Così, il sindaco e la giunta (Senato) della città di Brema sono contemporaneamente anche Primo Ministro e Governo dello Stato, mentre Bremerhaven ha un sindaco e una giunta (Magistrat) propri. Inoltre, gli eletti al parlamento dello Stato (Bremische Bürgerschaft) provenienti dalla città di Brema formano anche il consiglio comunale (Stadtbürgerschaft). Da quando è stato introdotto il diritto di voto alle elezioni amministrative per tutti i cittadini dell'Unione Europea, che però non si estende alle elezioni dello Stato, il numero dei deputati cittadini può non corrispondere esattamente al numero dei deputati al parlamento dello Stato, provenienti dalla città di Brema.
| Comune      | Superficie | Abitanti                   |
| ----------- | ---------- | -------------------------- |
| Brema       | 325,42 km² | 547 340 (31 dicembre 2010) |
| Bremerhaven | 78,87 km²  | 112 982 (31 dicembre 2011) |

Brema e Bremerhaven sono suddivise rispettivamente in cinque e due distretti cittadini (Stadtbezirke) divisi a loro volta rispettivamente in 23 e 9 quartieri (Stadtteile). A fini statistici, i quartieri sono inoltre suddivisi, a Brema, in 89 e, a Bremerhaven, in 23 frazioni (Ortsteile).

## Religione
Chiesa Evangelica Bremense 42,6 %, Chiesa cattolica 12,5 %.

## Galleria d'immagini

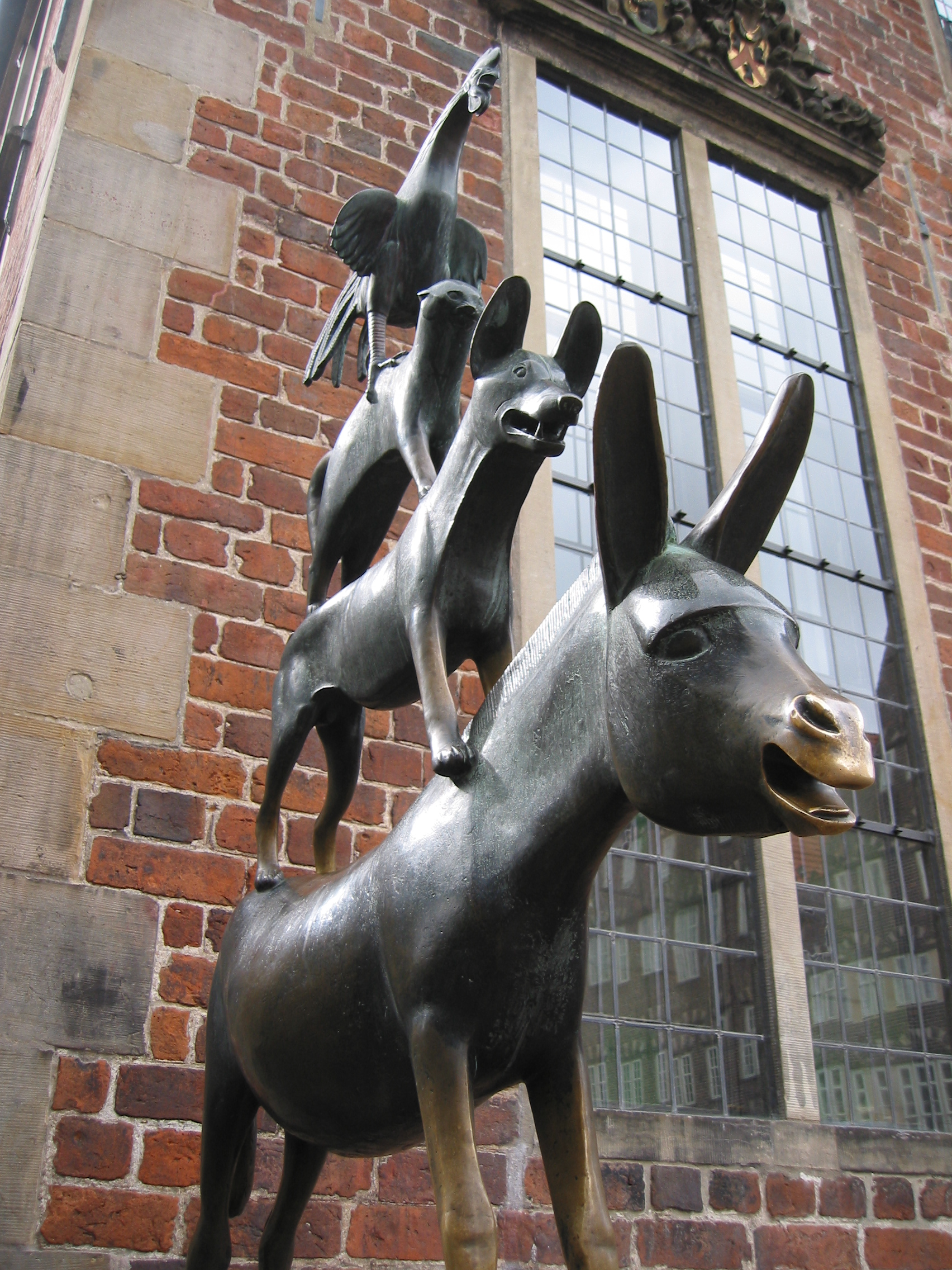
Monumento ai 4 musicanti.
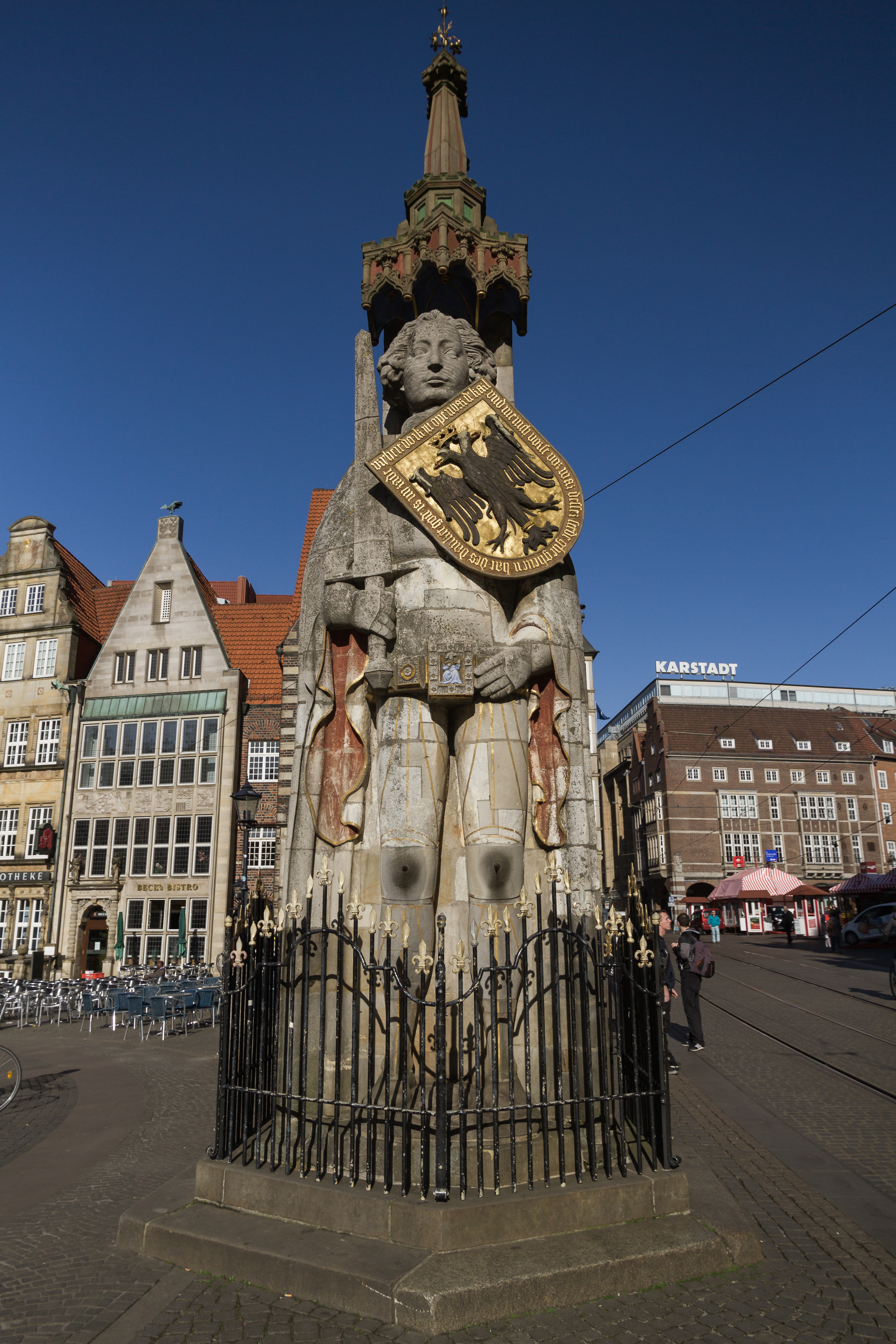
Roland.
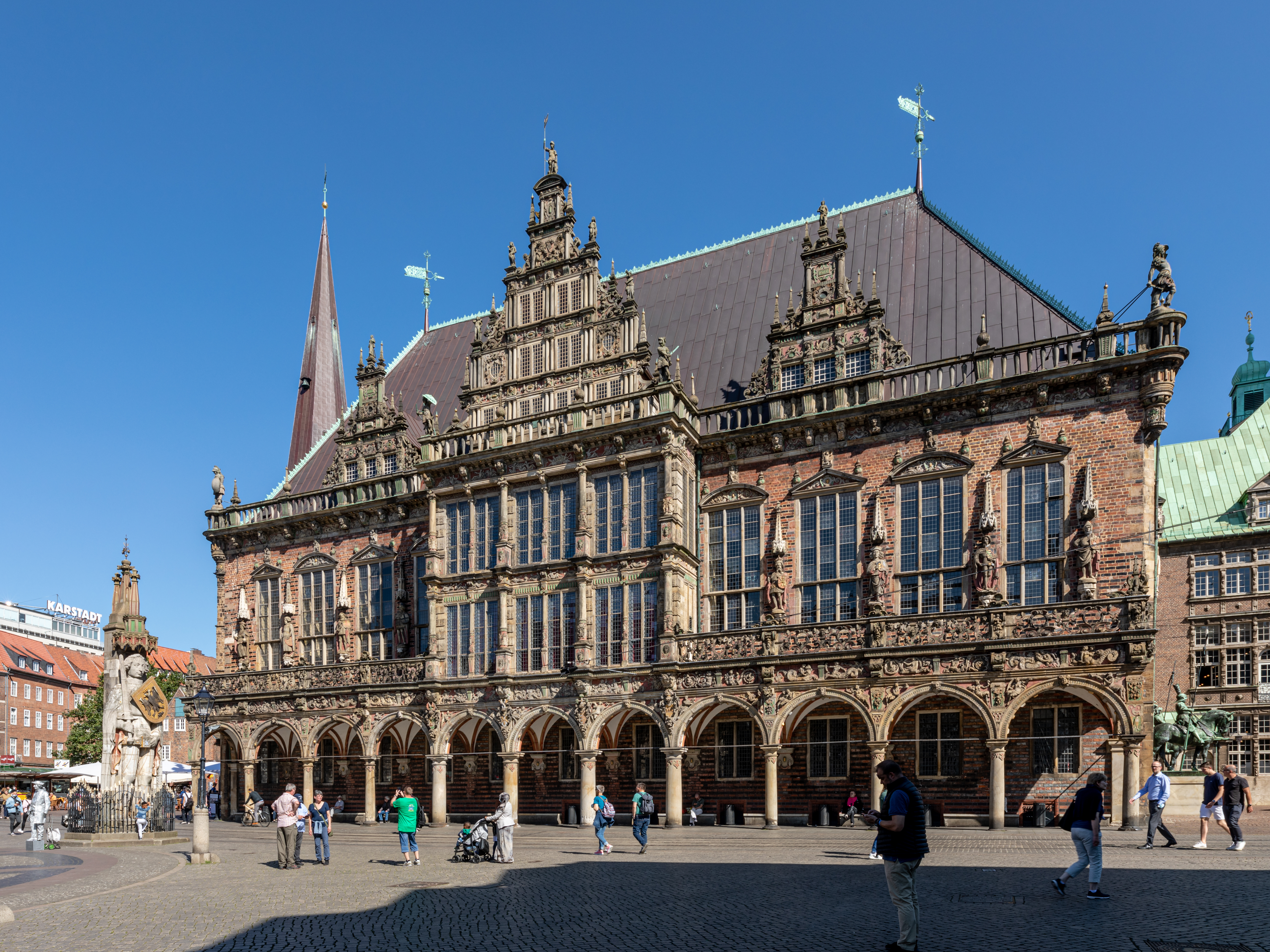
Municipio di Brema.